# Бусан
Бусан или Пусан (кореј. 부산 — ) је други по величини град Јужне Кореје и најважнија лука земље. Налази се на југоисточној обали Корејског полуострва на обали Јапанског мора. Почетком 2005. имао је 3.678.551 становника. Бусан је регионални трговачки, транспортни, индустријски и образовни центар, који има и међународни значај, with its port—Korea's busiest and the sixth-busiest in the world. Бусан је био део провинције Јужни Кјонсан, али је политички од 1963. издвојен у аутономни ентитет. Историјски је познат Пусански мостобран, као једина територија, коју Северна Кореја није освојила на почетку Корејскога рата. Постојање мостобрана омогућило је каснију контраофанзиву уз помоћ америчке војске.
Бусан је подељен на 15 великих административних округа и једну жупанију, заједно са око 3,6 милиона становника. Цедокупно метрополитанско подручје, Југоисточна поморска индустријска регија, има приближно 8 милиона становника. Најгушће насељена подручја града налазе се у бројним уским долинама између река Накдонг и Сујиеонг, при чему планине раздвајају већину округа. Накдонг је најдужа корејска река, а бусанска плажа Хаеундае је такође највећа у земљи.
Бусан је центар за међународне конгресе. На пример био је домаћин -а 2005. Такође је центар за спортске турнире у Кореји, при чему је био домаћин Азијских игара 2002. и Светског првенства у фудбалу. Он је дом највеће робне куће на свету, Шинсегеј Центум Сити. Бусан је додат у Унескову мрежу креативних градова као „Град филма” у децембру 2014.

## Имена
Назив „Бусан“ је ревидирана романизација корејског имена града од краја 15. века. Званично је заменио ранију Макун-Рајшерову романизацију Пусан из 2000. Током јапанског периода писало се „Фузан”.
Име 釜山 (сада написано 부산 помоћу корејске абецеде) је кинеско-корејски за „Калдронову планину“, за коју се верује да је бивши назив планине Хвангриеонг (황령산, 荒嶺山, Хвангриеонг-сан) западно од центра града. Слично се мисли да се древна држава овог подручја Мт Геочил (거칠산국, 居柒山國, Геочилсан-гук, „Земља грубих планина”) односи на исту планину која се надвија над градском луком на Сујеонгу. (Каснији Силски округ Геочилсан-гун је преименован у Донгнае 757. године).

## Географија

### Клима
| Клима Бусана (1981–2010, екстреми 1904–садашњост)                                              | Клима Бусана (1981–2010, екстреми 1904–садашњост) | Клима Бусана (1981–2010, екстреми 1904–садашњост) | Клима Бусана (1981–2010, екстреми 1904–садашњост) | Клима Бусана (1981–2010, екстреми 1904–садашњост) | Клима Бусана (1981–2010, екстреми 1904–садашњост) | Клима Бусана (1981–2010, екстреми 1904–садашњост) | Клима Бусана (1981–2010, екстреми 1904–садашњост) | Клима Бусана (1981–2010, екстреми 1904–садашњост) | Клима Бусана (1981–2010, екстреми 1904–садашњост) | Клима Бусана (1981–2010, екстреми 1904–садашњост) | Клима Бусана (1981–2010, екстреми 1904–садашњост) | Клима Бусана (1981–2010, екстреми 1904–садашњост) | Клима Бусана (1981–2010, екстреми 1904–садашњост) |
| Показатељ \ Месец                                                                              | .Јан.                                             | .Феб.                                             | .Мар.                                             | .Апр.                                             | .Мај.                                             | .Јун.                                             | .Јул.                                             | .Авг.                                             | .Сеп.                                             | .Окт.                                             | .Нов.                                             | .Дец.                                             | .Год.                                             |
| ---------------------------------------------------------------------------------------------- | ------------------------------------------------- | ------------------------------------------------- | ------------------------------------------------- | ------------------------------------------------- | ------------------------------------------------- | ------------------------------------------------- | ------------------------------------------------- | ------------------------------------------------- | ------------------------------------------------- | ------------------------------------------------- | ------------------------------------------------- | ------------------------------------------------- | ------------------------------------------------- |
| Апсолутни максимум, °C (°F)                                                                    | 18,4 (65,1)                                       | 20,3 (68,5)                                       | 22,9 (73,2)                                       | 28,1 (82,6)                                       | 34,0 (93,2)                                       | 33,4 (92,1)                                       | 35,8 (96,4)                                       | 37,3 (99,1)                                       | 35,2 (95,4)                                       | 29,8 (85,6)                                       | 25,6 (78,1)                                       | 20,9 (69,6)                                       | 37,3 (99,1)                                       |
| Максимум, °C (°F)                                                                              | 7,8 (46)                                          | 9,8 (49,6)                                        | 13,4 (56,1)                                       | 18,2 (64,8)                                       | 21,7 (71,1)                                       | 24,4 (75,9)                                       | 27,3 (81,1)                                       | 29,4 (84,9)                                       | 26,3 (79,3)                                       | 22,4 (72,3)                                       | 16,3 (61,3)                                       | 10,5 (50,9)                                       | 18,9 (66)                                         |
| Просек, °C (°F)                                                                                | 3,2 (37,8)                                        | 4,9 (40,8)                                        | 8,6 (47,5)                                        | 13,6 (56,5)                                       | 17,5 (63,5)                                       | 20,7 (69,3)                                       | 24,1 (75,4)                                       | 25,9 (78,6)                                       | 22,3 (72,1)                                       | 17,6 (63,7)                                       | 11,6 (52,9)                                       | 5,8 (42,4)                                        | 14,7 (58,5)                                       |
| Минимум, °C (°F)                                                                               | −0,6 (30,9)                                       | 1,1 (34)                                          | 4,9 (40,8)                                        | 9,9 (49,8)                                        | 14,1 (57,4)                                       | 17,9 (64,2)                                       | 21,8 (71,2)                                       | 23,4 (74,1)                                       | 19,5 (67,1)                                       | 14,1 (57,4)                                       | 7,8 (46)                                          | 2,0 (35,6)                                        | 11,3 (52,3)                                       |
| Апсолутни минимум, °C (°F)                                                                     | −14,0 (6,8)                                       | −12,6 (9,3)                                       | −9,7 (14,5)                                       | −1,5 (29,3)                                       | 5,4 (41,7)                                        | 9,3 (48,7)                                        | 13,8 (56,8)                                       | 15,4 (59,7)                                       | 9,6 (49,3)                                        | 1,8 (35,2)                                        | −6,5 (20,3)                                       | −12,0 (10,4)                                      | −14,0 (6,8)                                       |
| Количина падавина, mm (in)                                                                     | 34,4 (1,354)                                      | 50,2 (1,976)                                      | 80,7 (3,177)                                      | 132,7 (5,224)                                     | 157,4 (6,197)                                     | 206,7 (8,138)                                     | 316,9 (12,476)                                    | 255,1 (10,043)                                    | 158,0 (6,22)                                      | 58,4 (2,299)                                      | 45,8 (1,803)                                      | 22,8 (0,898)                                      | 1.519,1 (59,807)                                  |
| Дани са падавинама (≥ 0.1 mm)                                                                  | 5,5                                               | 6,2                                               | 8,4                                               | 9,1                                               | 9,4                                               | 10,4                                              | 13,6                                              | 11,5                                              | 9,3                                               | 5,2                                               | 5,5                                               | 4,2                                               | 98,3                                              |
| Дани са снегом                                                                                 | 1,7                                               | 1,4                                               | 0,8                                               | 0,0                                               | 0,0                                               | 0,0                                               | 0,0                                               | 0,0                                               | 0,0                                               | 0,0                                               | 0,2                                               | 1,1                                               | 5,2                                               |
| Релативна влажност, %                                                                          | 48,3                                              | 51,4                                              | 57,7                                              | 62,7                                              | 69,8                                              | 77,4                                              | 84,3                                              | 79,9                                              | 73,9                                              | 64,0                                              | 57,0                                              | 50,1                                              | 64,7                                              |
| Сунчани сати — месечни просек                                                                  | 199,0                                             | 182,5                                             | 193,0                                             | 210,0                                             | 221,7                                             | 179,7                                             | 165,8                                             | 200,9                                             | 167,2                                             | 208,9                                             | 194,4                                             | 204,3                                             | 2.327,3                                           |
| Сунчано време — месечни проценти                                                               | 63,6                                              | 59,3                                              | 52,0                                              | 53,6                                              | 51,1                                              | 41,4                                              | 37,5                                              | 48,2                                              | 44,9                                              | 59,6                                              | 62,6                                              | 67,0                                              | 52,3                                              |
| UV индекс                                                                                      | 2                                                 | 4                                                 | 6                                                 | 7                                                 | 9                                                 | 10                                                | 10                                                | 10                                                | 8                                                 | 5                                                 | 3                                                 | 2                                                 | 6,3                                               |
| Извор: Korea Meteorological Administration (percent sunshine and snowy days) and Weather Atlas |                                                   |                                                   |                                                   |                                                   |                                                   |                                                   |                                                   |                                                   |                                                   |                                                   |                                                   |                                                   |                                                   |

## Становништво
| 2000.     | 2005.     | 2010.     | 2015.     |
| --------- | --------- | --------- | --------- |
| 3.655.437 | 3.512.547 | 3.393.191 | 3.448.737 |

## Привреда
Бусан се убраја у водеће трговачке и нарочито контејнерске луке света. Бусан је културно, научно и економско средиште јужнокорејског најјачег индустријског подручја. Развијена је аутомобилска, бродограђевинска, електротехничка, електроничка, хемијска, информатичка и текстилна индустрија; конзервирање и прерада рибе, производња папира, обуће...

## Партнерски градови
Бусан има бројне пријатељске градов у низу земаља.
- Владивосток
- Тихуана
- Kaohsiung City
- Лос Анђелес
- Шимоносеки
- Барселона
- Рио де Жанеиро
- Фукуока
- Шангај
- Сурабаја
- Окланд
- Валпараисо
- Монтреал
- Истанбул
- Дубаи
- Чикаго
- Манила
- Казабланка
- Санкт Петербург
- Бангкок
- Солун
- Нагасаки